# Frankfurter Erklärung zur Politischen Bildung
Die Frankfurter Erklärung. Für eine kritisch-emanzipatorische Politische Bildung wurde im Juni 2015 von 19 Wissenschaftlerinnen und Wissenschaftlern sowie Praktikern der politischen Bildung erarbeitet und erstunterzeichnet, die sich im „Forum kritische politische Bildung“ zusammengeschlossen haben. Bis Mai 2017 sind über 170 Unterzeichner hinzugekommen. Die Erklärung ist in deutscher  und englischer Sprache publiziert worden, kann online eingesehen und weiterhin mitgezeichnet werden.

## Inhalt und Anliegen
Vor dem Hintergrund gesellschaftlicher Veränderungen, sozialer Ungleichheitsverhältnisse und neuer politischer Themenfelder gewinnt die Klärung von Prinzipien und Standards Politischer Bildung an Relevanz. Die Erklärung zielt in diesem Zusammenhang auf ein „kritisch-emanzipatorisches“ Selbstverständnis Politischer Bildung (Kritische politische Bildung), das sich im Sinne der Aufklärung und Antidiskriminierung an den Grundlagen einer demokratischen politischen Kultur orientiert.

## Rezeption und Wirkung
Die Frankfurter Erklärung dient in Fachzusammenhängen der politischen Bildung und Politikdidaktik vielfach als Bezugspunkt erneuter Selbstverständigungen. Dabei steht insbesondere die Frage im Vordergrund, inwiefern die Frankfurter Erklärung als Erweiterung oder auch als Korrektiv des sogenannten Beutelsbacher Konsenses verstanden werden kann. Die dort formulierten Prinzipien der politischen Bildung in Deutschland sind aus Sicht der Frankfurter Erklärung konkretisierungsbedürftig. Fordert der Beutelsbacher Konsens etwa, dass Lehrkräfte Schüler mit keinerlei politischen Positionen indoktrinieren dürfen, fordert die Frankfurter Erklärung durchaus eine Positionierung politischer Bildung im Sinne einer Demokratisierung aller gesellschaftlichen Bereiche mit dem Ziel gleicher Teilhabe- und Beteiligungschancen.